# Agulla S de Russell
L'Agulla S de Russell és un cim de 3.146 m d'altitud, amb una prominència de 25 m, que es troba al sud del Pic de Russell, al massís de la Maladeta a la província d'Osca (Aragó).